# Giuseppe Sammartini
Giuseppe Baldassare Sammartini (6 de enero de 1695 - (?) de noviembre de 1750) fue un compositor italiano e intérprete de oboe del Barroco. 
Nacido en Milán se trasladó a Londres junto con su hermano Giovanni Battista Sammartini, también músico. Allí tomó el puesto de oboe en la orquesta de la ópera de Londres en 1727. Luego de abandonar la orquesta, fue patrocinado por Frederick, Príncipe de Gales, y su esposa, a quienes sirvió como director musical de conciertos de cámara. 
Falleció en Londres en 1750. 

## Obras
Entre las composiciones de Sammartini se encuentran sonatas para flauta dulce y violín, para dos flautas dulces y bajo continuo, 12 sonatas para violín dedicadas al Príncipe de Gales, 6 conciertos para violín, concerti grossi, conciertos para clavicémbalo, 6 píezas para flauta traversa, 6 sonatas para dos flautas traversas y violín, y algunas piezas para violonchelo.